# Ebles Manzer
Ebles Manzer, llamado también Ébalus de Aquitania o Ebles el Piadoso o Ebalus el Bastardo (870-935), fue un noble francés, conde de Poitiers (902-935), duque de Aquitania (antes de 890-893 y luego también desde 927-932) y conde de Auvernia (927-932).

## Biografía
Ebles Manzer era hijo ilegítimo de Ranulfo II, duque de Aquitania, y de madre desconocida. En el año 890, al morir su padre, le sucedió en el título de duque de Aquitania, mientras que su hermano Ranulfo III heredaba el condado de Poitiers. Al año siguiente, Ebles se casó con Arenburga.
En 892 Aymar de Poitiers, con el apoyo de Odón I, rey de Francia, conquistó Poitiers y fue confirmado en el título por el rey. Ebles se refugió en Auvernia, junto al conde Guillermo el Piadoso, que aprovechó la ocasión para hacerse en 893 con Aquitania, excepto el condado de Poitiers.
En 902, tras la muerte de su hermanastro Ranulfo III y aprovechándose de la ausencia de Aymar, Ebles conquistó Poitiers al frente de un ejército que le había confiado Guillermo el Piadoso, y luego derrotó en combate a Aymar. El nuevo rey de Francia, Carlos el Simple, le concedió el título de conde de Poitiers, y, a su vez, Ebles distribuyó los vizcondados de allí entre sus fieles.
En 904 conquistó el condado de Limoges.
En 910 Ebles formaba parte del ejército que combatió contra los vikingos, mandados por Hrolf Ganger. La guerra entre los francos y los vikingos prosiguió también el año siguiente y, hacia finales de 911, cada ejército reconoció la fuerza del otro y estipularon el tratado de Saint-Clair-sur-Epte, donde se convino que los vikingos se alejarían de la cuenca del Sena, entre Ruan, Lisieux y Évreux, con tal que rindieran homenaje al rey de los francos, Carlos, recibieran el bautismo y se empeñasen en defender el reino de los francos occidentales o de Francia.
Ese mismo año (911), Ebles se casó, en segundas nupcias, con Emiliana, con la que tuvo un hijo, Ebles, que fue abad de Saint-Martin y de Maiscent y obispo de Limoges.
Tras la muerte de Guillermo el Piadoso, Ebles apoyó a los sucesores Guillermo el Joven y Acfredo, que luego le nombró su heredero.
En 927, a la muerte de Alfredo, le sucedió en los títulos de duque de Aquitania, conde de Auvernia y conde de Berry. En 929, el nuevo rey de Francia, Raúl I, queriendo reducir el poder de Ebles, le quitó primero el condado de Berry y, en 932, transfirió los títulos de duque de Aquitania y conde de Auvernia al conde de Tolosa Ramón Ponce I.
Ebles se casó por tercera vez con Adele de Wessex, hija de Eduardo el Viejo, rey de Inglaterra. Murió en 935 dejando el título de conde de Poitiers a su hijo Guillermo III.
| Predecesor: Ranulfo II de Poitiers Acfredo de Aquitania | Duque de Aquitania 890-893 (1.ª vez) 927-932 (2.ª vez) | Sucesor: Guillermo el Pío Ramón Ponce I               |
| Predecesor: Aymar I de Poitiers                         | Conde de Poitiers 902-935                              | Sucesor: Guillermo III de Aquitania (y I de Poitiers) |